# 蒂姆·约翰逊 (轮椅橄榄球运动员)
蒂姆·约翰逊（英語：Tim Johnson，1976年2月4日—），新西兰男子轮椅橄榄球运动员。他曾代表新西兰参加2000年、2004年和2008年夏季残疾人奥林匹克运动会轮椅橄榄球比赛，获得一枚金牌和一枚铜牌。